# Oidheadh Chloinne Tuireann
 (octobre 2010).
Si vous disposez d'ouvrages ou d'articles de référence ou si vous connaissez des sites web de qualité traitant du thème abordé ici, merci de compléter l'article en donnant les références utiles à sa vérifiabilité et en les liant à la section « Notes et références ».
Oidheadh Chloinne Tuireann (français : « Mort des enfants de Tuireann »), aussi connu sous le nom de Iuchar agus Iucharba, est un récit en prose de mythologie celtique irlandaise appartenant au Cycle mythologique. Il raconte le meurtre de Cian par les trois frères fils de Tuireann à cause d'une rivalité de longue date entre les deux familles. Lugh, le fils de Cian, les oblige alors à payer réparation pour ce crime (on parle d'éraic ou éric). Ils sont forcés de partir en quêtes pour obtenir des différents objets magiques dans des royaumes lointains. Une fois tous les objets récupérés Lugh refuse tout de même de leur pardonner et il les laisse périr de leurs blessures.
Ce conte a été retranscrit au XIe siècle dans le Lebor na hUidre puis dans le Livre de Leinster, toutefois il est référencé dans le glossaire de Cormac dès le Xe siècle. Il offre de nombreuses possibilités d'analyse, par exemple sur le thème récurrent de la guerre civile en Irlande, mais il offre également une perspective de mythologie comparée ; les thèmes étant similaires à ceux des légendes grecques des Argonautiques et des douze travaux d'Hercule, mais aussi à ceux de la légende arthurienne. Ce récit permet également d'expliquer l'origine de certains objets magiques que possèdent des dieux et héros légendaires irlandais.
Dans les manuscrits anciens, la Oidheadh Chloinne Tuireann est souvent regroupée avec deux autres récits mythologiques irlandais appelés Oidheadh Chloinne Lir et Longes Mac nUisnech sous le nom des Tri Truaighe Scéalaigheachta (français : « Trois Chagrins de la Narration »).

## Résumé
En apprenant que les Fomoires ont débarqué en Irlande et attaqué le pays de Bodb Dearg, Lugh demande au haut roi Nuada d'envoyer son armée pour aider à la bataille. Le roi refuse, alors Lugh, ses deux frères Cu et Ceithen, et leur père Cian s'en vont séparément pour convaincre tous les Sidh de lever une armée. En route vers le nord, Cian aperçoit au loin les trois fils de Tuireann, Brian, Iuchar et Iucharba, des ennemis de sa famille. Sachant qu'il ne pourrait les combattre seul, il se transforme en porc et se cache dans un troupeau de bêtes. Les frères ayant pressenti que quelqu'un se cachait d'eux, Brian transforme les deux autres en chiens pour trier le troupeau. Alors Cian en porc se démarque des autres, et Brian l'abat. Les trois frères tentent d'enterrer le corps de Cian pour cacher le crime mais par 6 fois le terre rejette le corps. La septième fois ils parviennent enfin à l'enterrer définitivement. Ils s'en vont ensuite rejoindre l'armée de Lugh.
Lugh et l'armée de Bodb Dearg combattent alors l'armée des Fomoires commandée par Bres. Lorsque Lugh défait Bres à la bataille et menace de le tuer, ce dernier lui demande d'épargner sa vie en échange d'amener toute la race des Fomoires pour une grande bataille finale. Lugh accepte. Inquiet de l'absence de son père, Lugh retrouve l'endroit où celui-ci s'est changé en porc, et la terre lui dit que les fils de Tuireann l'ont abattu. Rempli de chagrin, Lugh jure vengeance.

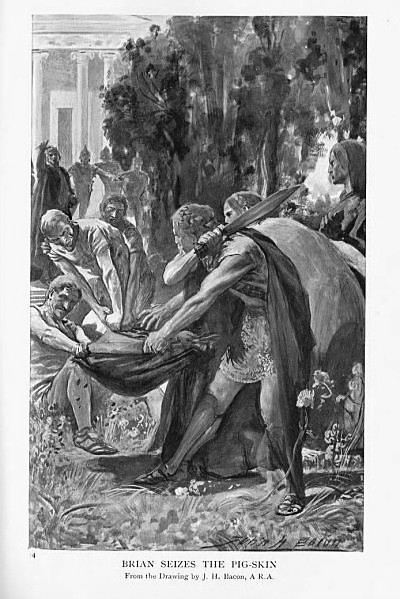
Brian s'empare de la peau de porc, illustration de J.H. Bacon, 1905.

Par ruse, Lugh parvient à faire accepter aux fils de Tuireann de payer réparation (un éraic ou éric), où les frères devront récupérer pour lui de nombreux objets magiques très difficiles et dangereux à obtenir. Les objets à récupérer sont les suivants : trois pommes dorées du Jardin de l'Est du monde qui guérissent les blessures et qui peuvent être mangées indéfiniment, une peau de porc appartenant au roi de Grèce Tuis qui guérit également les blessures, la lance Luin du roi de Perse Pisear qui assure la victoire à la bataille, le char et les deux chevaux les plus rapides au monde du roi de Sicile Dobar qui peuvent se conduire sur mer comme sur terre, les six porcs du roi des Piliers Dorés, Easal, qui peuvent être mangés et se régénérer le jour suivant, la chienne Fail-Inis du roi d'Ioruaidh (probablement en Scandinavie) et tous les animaux sauvages meurent instantanément rien qu'en l'apercevant, la broche de cuisson des femmes de l'île de Inis Cenn-fhinne. Enfin, les fils de Tuireann doivent lancer trois cris sur une colline de Lochlann (terre d'origine des danois) sachant que Miochaoin et ses fils, qui ont élevé et aimé Cian, interdisent quiconque de crier sur cette colline et voudront de plus venger le meurtre.
Les trois fils de Tuireann réussissent à obtenir de Lugh le bateau de Manannan Mac Lir appelé Scuabtuinne. Alors le bateau les transporte successivement vers les royaumes où se trouvent les objets. Ils obtiennent les pommes en se transformant en faucons. Ils vont ensuite déguisés en poètes bardes pour récupérer la peau de porc de la cour du roi grec, ils tuent alors tous les gardes ainsi que le roi, et prennent la peau. Ils font de même pour voler la lance du roi de Perse. Pour trouver le char et les chevaux du roi de Sicile, ils arrivent à la cour prétendant être mercenaires d'Irlande au service du roi. Après un mois, ils réclament alors de voir les chevaux, prétextant être vexés par le manque de confiance du roi. Celui-ci leur apporte, et ils s'en emparent encore, massacrant tous les gardes et le roi. L'histoire de trois frères irlandais volant les trésors du monde à cause d'un éraic a précédé leur arrivée dans le royaume d'Easal où ils doivent prendre les six porcs. Mais le roi accepte de leur donner les porcs, impressionné par leurs faits d'armes. Easal propose de les accompagner à leur prochaine destination pour les aider à convaincre son fils par alliance, le roi d'Ioruaidh, de leur donner sa chienne. Mais il refuse et ainsi les trois frères combattent son armée, jusqu'à ce que Brian soumette le roi par les armes, et l'oblige à leur laisser la chienne en échange de sa vie.
Lugh, agacé par leur succès, leur envoie un sort qui les fait oublier le reste du éraic. Ils reviennent en Irlande lui rapportant les objets, avant que Lugh leur rappelle les autres travaux qui leur restent à faire. Ils repartent et trouvent l'île de Inis Cenn-fhinne avec beaucoup de difficulté. Les femmes guerrières de l'île admirant leur courage acceptent de leur donner la broche de cuisson. Ils partent ensuite crier sur la colline de Miochaoin. Un combat entre Brian et Miochaoin s'ensuit, où ce dernier périt. Les fils de Miochaoin attaquent les frères à leur tour avant de mourir, mais ayant blessé mortellement les fils de Tuireann. Revenus blessés en Irlande, avec leur père ils demandent à Lugh de leur prêter la peau de porc pour les guérir. Celui-ci refuse, et les frères périssent. Alors Tuireann meurt de chagrin.

## Dans la culture moderne
- L'auteur et spécialiste américain Randy Lee Eickhoff a fait publier en 2000 une traduction très romancée de la Oidheadh Chloinne Tuireann, dans un ouvrage intitulé The Sorrows, qui comprend également des traductions des deux autres « Chagrins » irlandais ; Oidheadh Chloinne Lir et Longes Mac nUisnech.